# Offutt Air Force Base

i7
i11
i13
Die Offutt Air Force Base (kurz: Offutt AFB) ist eine US-Luftwaffenbasis in Sarpy County, Nebraska. Dort befindet sich das Hauptquartier des United States Strategic Command und der Air Force Weather Agency, das dort stationierte Geschwader ist  das 55th Wing. Der US-Census erfasst die Basis als Census-designated place. Bei der Volkszählung von 2020 wurden 5.363 Einwohner gezählt.

## Geschichte
Auf dem Areal der späteren Offutt AFB wurde bereits zwischen 1884 und 1896 gebaut, unter der United States Army hieß es Fort Crook, benannt nach George Crook. 1924 wurde es in Offutt Field umbenannt, zu Ehren von 1st Lt. Jarvis J. Offutt, einem amerikanischen Piloten, der für die Royal Air Force flog und während des Ersten Weltkrieges über Frankreich abgeschossen wurde.
Gegen Ende des Zweiten Weltkrieges wurden die beiden B-29 Bomber Enola Gay und Bockscar auf Offutt Field umgerüstet, um Atombomben tragen zu können. Zudem produzierte während des Kriegs die Glenn L. Martin Company in Offutt B-26 und B-29 Bomber.
1948 wurde die Basis der United States Air Force übergeben und bekam den Namen Offutt Air Force Base. Die Basis wurde im Kalten Krieg zum Hauptquartier des Strategic Air Command (SAC). Der Grund hierfür war ihre zentrale Lage auf dem nordamerikanischen Kontinent, die sie zeitweilig für sowjetische Bomber- und Raketenangriffe unerreichbar machte.
1959 wurde das Strategic Aerospace Museum auf der Basis gegründet, 1998 wurde es von dort in die Umgebung von Ashland verlegt. Nach der Schließung des SAC wurde 1992 das United States Strategic Command auf der Basis beheimatet, außerdem das 55th Wing.
Unmittelbar nach den Angriffen des 11. September 2001 flog George W. Bush zur Offutt AFB.
Am 19. März 2019 wurde die Offutt AFB nach starken Regenfällen überflutet.